# کنسولگری ترکیه در تبریز
کنسول‌گری ترکیه در تبریز یک مکان دیپلماتیک و سیاسی در شهر تبریز که زیر نظر سفارت ترکیه در تهران به فعالیت می‌پردازد. علاوه بر تبریز، ترکیه در شهر ارومیه نیز دارای کنسول‌گری می‌باشد. سرکنسول‌گر وقت یونس بلت بیشترین درخواستِ سفر به ترکیه را از جانب دانشجویان ایرانی جهت ادامه تحصیل اعلام کرده بود.

## مکان
کنسول‌گری ترکیه در میدان همافر به طرف نگین پارک واقع شده است. در اصلی این کنسول‌گری از پشت ساختمان و داخل کوچه می‌باشد.

## سرکنسول‌گر
گون بگیچ سرکنسول کنسول‌گری ترکیه در شهر تبریز می‌باشد.

## وقایع

تشکر مردم تبریز از سفر اردوغان به ایران

- از مهم‌ترین وقایع کنسول‌گری ترکیه می‌توان به سفر اردوغان به ایران و تجمع مردم تبریز در مقابل کنسول‌گری و ابراز تشکر به مسئولین کنسول‌گری و دادن دسته گل به سرکنسول‌گر وقت یونس بلت بابت سفر اردوغان به ایران اشاره کرد.[۴]
- سفرغیر رسمی عبدالله گل رئیس جمهور ترکیه به تبریز [۵]
- تجمع اعتراض‌آمیز مردم تبریز مقابل کنسول‌گری ترکیه در واکنش به اظهارات اردوغان درخصوص تمامیت ارضی ایران [۶][۷]

## وابسته‌های کنسول‌گری
- وابسته بازرگانی استان آذربایجان‌شرقی[۸]
- وابسته بازرگانی استان زنجان[۹]